# Enterolactona
Enterolactona  es un lignano  formado por la acción de las bacterias intestinales a partir de precursores de lignanos de plantas presentes en la dieta.

## Efectos sobre la salud
Enterolactona se sugiere que posee efectos beneficiosos para la salud en los seres humanos. En estudios epidemiológicos, menores concentraciones de enterolactona se han observado en pacientes con cáncer de mama en comparación con los controles sanos, lo que puede sugerir que la enterolactona es anticancerígena. La enterolactona y los lignanos también pueden ser protectores de la enfermedad cardiovascular.